# 毛尖山水库
毛尖山水库是中国安徽省安庆市岳西县境内的一座水库，位于长江支流皖河上，建于1965年。水库正常库容为2958万立方米，集雨面积为202平方千米，海拔为350米。